# Acaryochloris marina
Acaryochloris marina es una especie de cianobacteria fotosintética oxigénica. Es una cianobacteria que produce clorofila d como pigmento principal, su proceso de Fotosíntesis es realizado usando luz roja extrema entre 700-750 nm de longitud de onda.

## Descubrimiento
Fue descubierta en 1993 de unas muestras recolectadas en Palaos, en el occidente del oceano pacífico, dicho descubrimiento fue dado a conocer en 1996, y donde se propuso el nombre de Acaryochloris marina por el grupo de investigadores japoneses de la revista Nature. 

Chlorophyll d

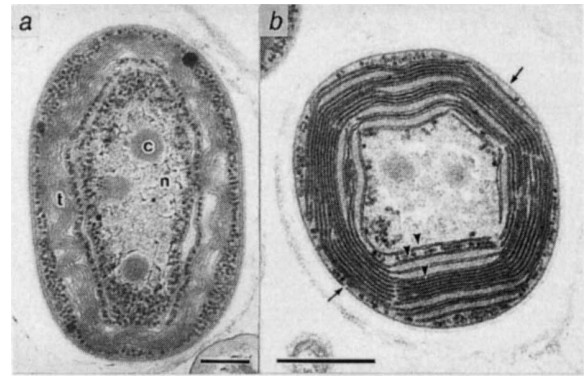
Acaryochloris marina

## Genoma
Su genoma fue secuenciado en 2008, revelando que contiene 8.3 millones pares de bases, siendo de los genomas más grandes secuenciado en esa fecha.